# Quartier franco
Quartier franco è un termine utilizzato in araldica per indicare una pezza quadrata che carica un angolo del capo. Dicesi quartiere o quarto perché occupa la quarta parte dello scudo ed è una pezza onorevole quando è solo nello scudo. Se diminuito di un terzo dicesi cantone.

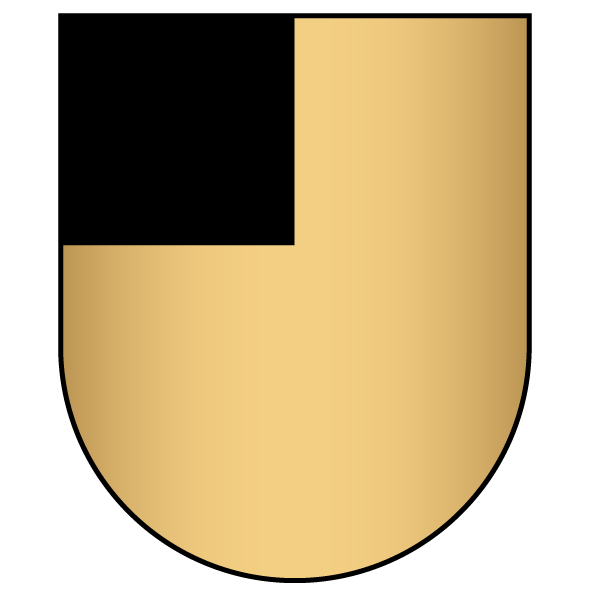
D'oro, al quartier franco di nero
D'argento, al quartier franco di rosso
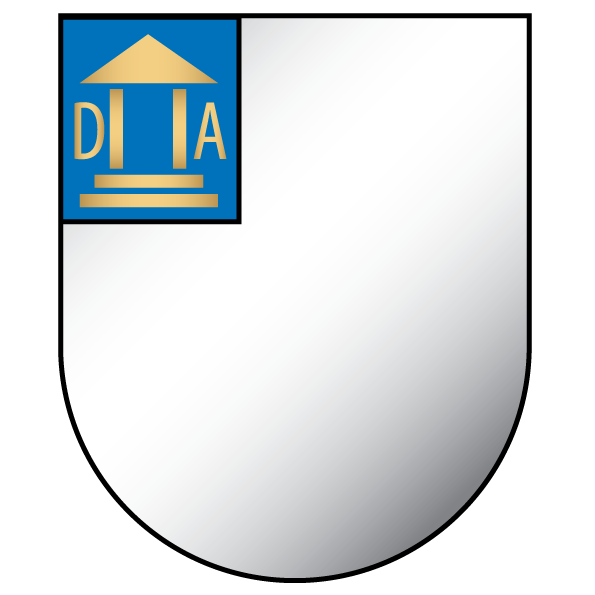
Quartier franco di conte ufficiale della casa dell'Imperatore
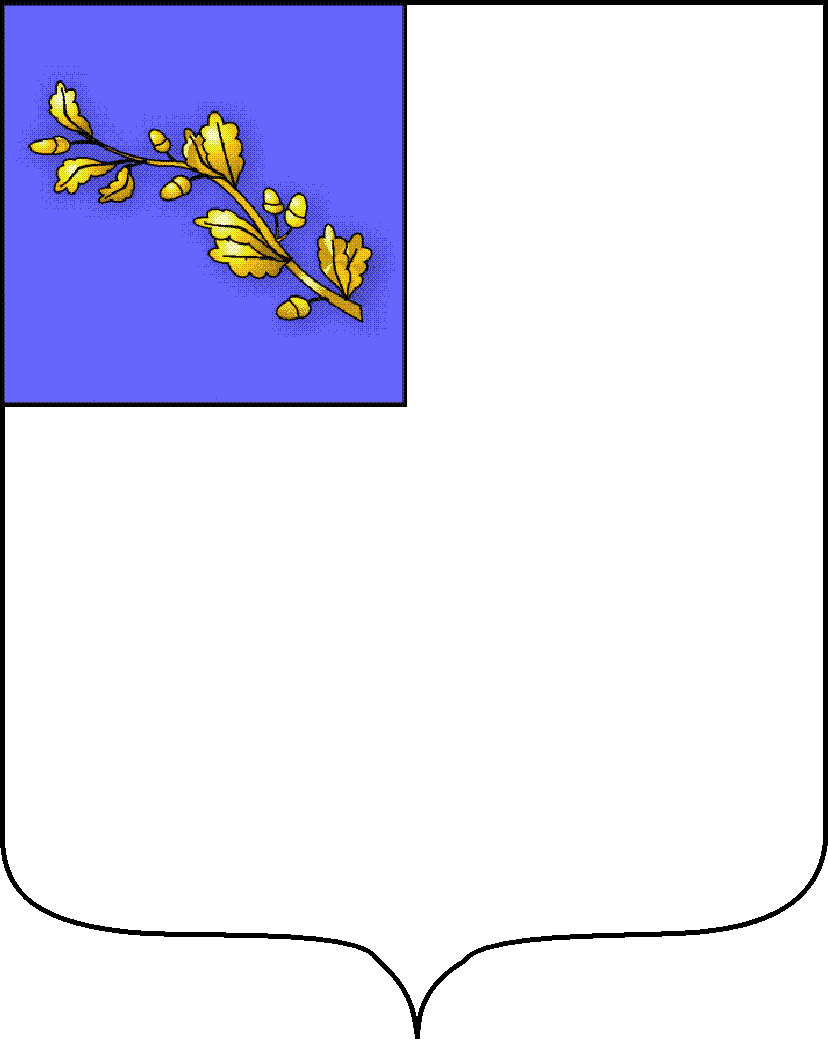
Quartier franco di conte membro di un collegio elettorale
Quartier franco sinistro del capo (Therwil, Svizzera)
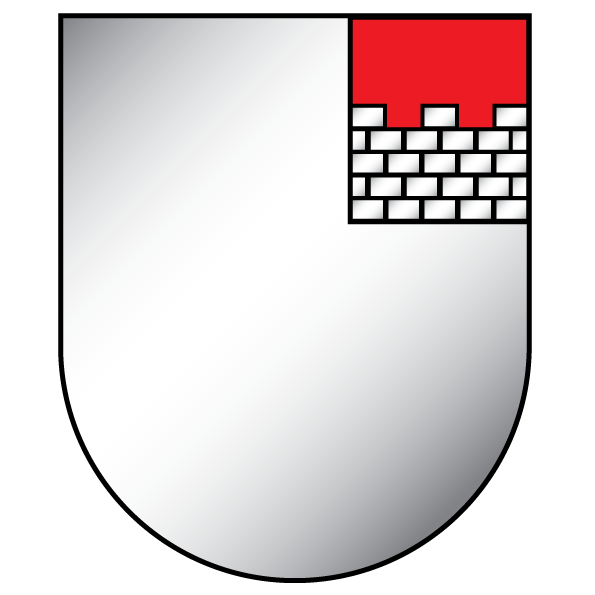
Quartier franco di barone sindaco napoleonico
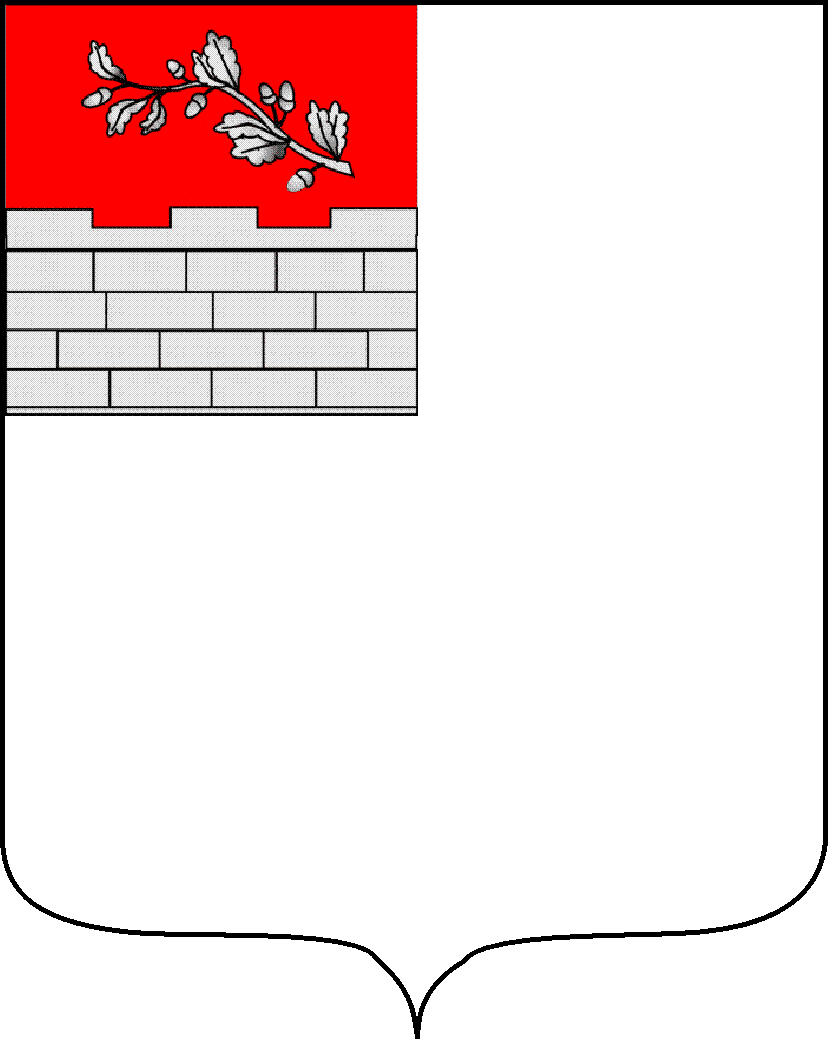
Quartier franco di barone prefetto
D'azzurro, seminato di gigli d'oro, al quartier franco di rosso (stemma di Thouars, Francia)
Di morato, al quartier franco d'oro centrato con un'aquila di rosso coronata d'oro

In qualche caso il quartier franco ha valore di concessione onorifica, come nel caso di quello, carico di un vaso d'oro con viole al naturale, concesso nel 1464 dal papa Paolo II agli ambasciatori che gli erano stati inviati dalla Repubblica di Firenze in segno di omaggio e riverenza. Si trattava di Luigi Guicciardini, Otto Niccolini, Carlo Pandolfini, Bonaccorso Pitti, Antonio de' Pazzi, Antonio Ridolfi, Guglielmo Rucellai e Tommaso Soderini.